# Ringstad

Ringstadsäpple (litografi av målning av Henriette Sjöberg (1842–1915)).

Ringstad är en äppelsort som har sitt ursprung på Ringstad gård i Östergötland. Äpplet plockas i septembers slut, och håller i minsta laget till decembers början. Köttet är precis under det rodnande skalet rött, men annars vitt, och köttets smak är söt och lite syrlig. Äpplet passar både som ätäpple såsom köksäpple. Blomningen på detta äpple är medeltidig, och äpplet pollineras av bland andra Filippa, James Grieve, Maglemer, Stenbock, och Stor Klar Astrakan. I Sverige odlas Ringstad gynnsammast i zon I-IV.